# Kincsem (film, 2005)
A Kincsem (eredeti cím: Loverboy) 2005-ben bemutatott amerikai romantikus filmdráma, melynek rendezője, producere és egyik főszereplője Kevin Bacon. További fontosabb szerepekben Kyra Sedgwick és Sandra Bullock látható.

## Szereplők
| Színész         | Szerep                          | Magyar hang        |
| --------------- | ------------------------------- | ------------------ |
| Emily Stoll     | Kyra Sedgwick                   | Nagy-Kálózy Eszter |
| Emily Stoll     | Sosie Bacon (10 évesen)         |                    |
| Paul Stoll      | Dominic Scott Kay (6 évesen)    |                    |
| Paul Stoll      | Spencer Treat Clark (16 évesen) |                    |
| Marty Stoll     | Kevin Bacon                     | Rába Roland        |
| Mrs. Harker     | Sandra Bullock                  |                    |
| Jeanette Rawley | Blair Brown                     | Menszátor Magdolna |
| Mark            | Matt Dillon                     | Dányi Krisztián    |
| Mr. Pomeroy     | Oliver Platt                    | Vári Attila        |
| Paul            | Campbell Scott                  |                    |
| Sybil           | Marisa Tomei                    | Haumann Petra      |